# 市原茂
市原 茂（いちはら しげる - ）は、日本の心理学者。首都大学東京名誉教授、メディア・アイ感性評価研究所所長。神奈川大学大学院人間科学研究科非常勤講師(-2019年)。

## 略歴
- 1972年：千葉大学人文学部心理学卒業
- 1975年：東京都立大学人文科学研究科修士課程修了
- 1980年：同大学人文科学研究科博士課程単位取得満期退学
- 1980年：同大学人文学部助手
- 1987年：博士学位を取得
- 1991年：同大人文学部・人文科学研究科助教授
- 1997年：同大学教授
- 2005年：首都大学東京都市教養学部・人文科学研究科教授[3]

## 著書
- 『視覚実験研究ガイドブック』阿久津洋巳・石口彰共編、朝倉書店、2017年